# Wendover
Wendover – miasto w Wielkiej Brytanii, w Anglii, w hrabstwie Buckinghamshire. W 2001 r. miasto to zamieszkiwało 7 619 osób. 
W Wendover odbywa się wyścig Coombe Hill Run, który jest zawsze rozgrywany w 1 niedzielę czerwca.
W tym mieście ma swą siedzibę klub piłkarski - Wendover F.C.
W 1900 roku w Wendover urodziła się astronomka Cecilia Payne-Gaposchkin.

## Miasta partnerskie
- Liffré